# Nutaku
Nutaku és una empresa amb seu a Mont-real que s'encarrega de gestionar un portal web homònim de videojocs per a adults per a navegador web en anglès anomenat Nuntaku.net, un portal per a videojocs de navegador web per a totes les edats anomenat Nuntaku.com i una plataforma web de micromecenatge de videojocs per a adults anomenada Kimochi Red Light.
Nutaku per a elegir els videojocs per al seu portal principal treballa amb una altra empresa, SuperHippo. Ambdós elegeixen videojocs japonesos eròtics pensant en el públic occidental.
El primer portal de l'empresa fou creat el 2014.
El 2015 es llançà Nuntaku.com, estrenant-se amb els videojocs Kanpani Girls, un videojoc de rol japonès amb molta popularitat, i Angelic Saga. En octubre del mateix any es llançà a Nuntaku.net per primer cop un videojoc d'estratègia competitiu: Girls Kingdom.
El 2016 Nutaku anuncià que tenia 2 milions de dòlars americans disponibles per a invertir-los en videojocs per a adults.
El 2016 Nutaku comprà el client i plataforma per a videojocs per a adults Kimochi, fundat el 2015, a partir del qual va traure el 2017 Kimochi Red Light, un lloc web centrat en el micromecenatge de videojocs per a adults. Els desenvolupadors reben el total d'allò que els mecenes els donen. Els primers projectes trobats a la plataforma eren: Episicava, The Tower of Five Hearts, Virtual Ro:Mance, Dimlight City, Karmasutra, Battle Girls, Echo Tokyo i Phantasma Magic.
Del 8% dels jugadors del 2016 que eren dones van passar a ser el 15% el 2017.
El gener de 2018 fou el portal de videojocs per a adults més visitat a Nord-amèrica. Eixe any començaria a acceptar la criptomoneda Verge.
El 2018 s'expandí a Llatinoamèrica.